# Satoshi Yoneyama
Satoshi Yoneyama (Kanagawa, 27 juni 1974) is een voormalig Japans voetballer.

## Carrière
Satoshi Yoneyama speelde tussen 1993 en 1997 voor Yokohama Flügels.